# کوکورکی
کوکورکی (به لهستانی:  Kukuryki) یک روستا در لهستان است که در گمینا ترسپول واقع شده‌است. کوکورکی ۵۲ نفر جمعیت دارد.